# Histoire du département de la Savoie
Cet article a pour sujet l'histoire du département de la Savoie. Pour l'histoire de l'entité géographique et historique appelée Savoie, voir l'article spécifique : Histoire de la Savoie
L'histoire de la Savoie est un article consacré à l'histoire du département français de la Savoie.

## Création du département

Les 17 provinces du royaume de Sardaigne en 1859, comprenant la province de Chambéry

À la suite du Traité de Turin, en 1860, le duché de Savoie est « réuni » ou annexé à la France en devenant deux départements : la Savoie et la Haute-Savoie, le 25 juin. Le nom du duché est maintenu dans l'appellation des deux nouveaux départements. L'historien et spécialiste de la période, Paul Guichonnet, à propos du choix des noms des départements, précise qu'une seule source existe :

« Les noms des départements annexés ont été accordés par l'empereur lui-même, sur la proposition d'un très grand nombre de Savoisiens et, en agissant ainsi, il a donné satisfaction à l'immense majorité de nos compatriotes. La situation n'est plus la même qu'en 1792, où le pays subissait une crise suprême. Aujourd'hui, pas de rivalité avec les départements  anciens ; l'esprit de nationalité y est aussi vivace que dans toute autre partie de l'Empire, l’assimilation est complète. Léman ne pouvait convenir, Genève et son littoral n'étant plus français ; Mont-Blanc ne pouvait être appliqué qu'à la Haute-Savoie, et le Mont-Cenis ne pouvait convenir à la Savoie, le Mont-Cenis ayant été laissé, dans la plus grande partie, à l'Italie. Conserver au pays son ancien nom était une idée patriotique et heureuse qu'il faut approuver. »

— La Gazette de Savoie, édition du 22 juin 1860
Dans la littérature régionale ainsi que l'usage chez certains régionalistes dans les années 1970, on trouve également l'expression « Savoie du Sud » pour désigner la Savoie et la distinguer de celle « du Nord » pour la Haute-Savoie.

## De la création à aujourd'hui
En 1945, six communes de Savoie étaient encore inaccessibles en voiture : Jarrier, Montpascal, Bonvillard, Albanne, Beaune, Montdenis. Et en 1954, il y avait encore 91 villages de plus de vingt habitants sans liaison routière. Le Conseil général lance de très importants travaux routiers de désenclavement et de modernisation (par exemple, seulement 80 % des routes sont goudronnées, contre 90 à 100 % dans les autres départements), de reconstruction, mais aussi de construction de routes touristiques vers les nouvelles stations (vallée de Belleville).

### La construction de grands barrages
La France lance de grands travaux afin, entre autres, d'asseoir son indépendance énergétique. Du fait de sa situation montagneuse la Savoie offre un potentiel non négligeable en matière d'exploitation de l'énergie hydraulique, permettant l'alimentation (sans déperdition due au transport) d'importantes usines électrochimiques.
Au cours de la seconde moitié du XXe siècle, les reliefs savoyards vont devenir des lieux propices à l'érection de grands barrages. Durant l'année 1947, les travaux du barrage du Chevril sont lancés, noyant l'ancien village de Tignes. En 1955 débute la construction du barrage de Roselend. Sa mise en eau a lieu en 1960 et a nécessité l'engloutissement du village d'alpage appelé Roselend.

### La résurgence identitaire
Si la Savoie peut se prévaloir d’une identité particulière dans l’ensemble national, en devenant le dernier territoire avec le comté de Nice à être rattaché à l’Hexagone par le traité de Turin en 1860, l’apparition de mouvements organisés revendiquant une identité propre est assez tardive. En effet, il faut attendre quelques années après les célébrations du centenaire de l’annexion de la Savoie, dans les années 1960, pour voir apparaître les prémices de mouvements culturels, régionalistes, comme le Mouvement Région Savoie (1971) puis la création d'un mouvement indépendantiste, la Ligue savoisienne, à partir de 1994.
Les élites politiques, parlementaires ou personnalités locales, n'ont jamais été réellement intéressées par ce débat. Toutefois, la récurrence de la question d'une région Savoie depuis les années 1970 oblige ces derniers à apporter quelques réponses. Ainsi dès 1983, les deux conseils généraux savoyards créent l'Entente régionale de Savoie, un établissement public supradépartemental ayant pour compétence la promotion touristique et patrimoniale locale, la promotion des produits du terroir (marque Savoie), la gestion des subventions de l'Université de Savoie ainsi que le soutien d'associations culturelles (dont l'Orchestre des Pays de Savoie). En 1999, à la suite de l'émergence et de l'apogée du mouvement Ligue savoisienne, la structure tente de contrer cette percée indépendantiste en faisant évoluer l'Entente et en créant en 2001 l'Assemblée des Pays de Savoie.
À l'été 2014, lors du débat sur le projet de loi relatif à la délimitation des régions, aux élections régionales et départementales et modifiant le calendrier électoral, le député et président du conseil général de la Savoie, Hervé Gaymard, soutenu par son homologue de la Haute-Savoie, Christian Monteil, propose un amendement qui permettrait la création d'une collectivité territoriale de Savoie–Mont-Blanc,. Le projet est rejeté. Toutefois, le 8 juillet 2016, l'Assemblée des Pays de Savoie évolue pour devenir le« Conseil Savoie Mont Blanc », accompagnée d'une nouvelle identité visuelle.